# Lachenalia montana
Lachenalia montana är en sparrisväxtart som beskrevs av Rudolf Schlechter och Winsome Fanny 'Buddy' Barker. Lachenalia montana ingår i släktet Lachenalia och familjen sparrisväxter. Inga underarter finns listade i Catalogue of Life.